# Nikon D810
D800E
D800 D850
Le Nikon D810 est un appareil photographique reflex numérique professionnel plein format de 36,3 mégapixels, présenté par Nikon le 26 juin 2014, il remplace le Nikon D800 ainsi que sa version E.
Nikon a reçu pour ce boîtier le prix TIPA (Technical Image Press Association) du « meilleur reflex pro » en 2015.

## Caractéristiques techniques et améliorations
- Capteur CMOS au format FX (24 × 36) de 36,3 millions de pixels sans filtre passe-bas.
- Sensibilité de 64 à 12 800 ISO : plage extensible à 51 200 ISO (équivalent). Le capteur est moins bruité (même amélioration que le D4S) et plus sensible. La sensibilité de 64 ISO (qu'on peut abaisser à 32) intéressera ceux qui utilisent les poses longues avec des filtres neutres pour effacer le mouvement des vagues.
- L'autonomie est améliorée d'un tiers (1200 au lieu de 900, test CIPA), tout en gardant la même batterie que les D800/D800E.
- Processeur d'images Nikon EXPEED 4.
- L'écran est un peu plus grand (3,2" au lieu de 3"). Sa résolution n'est pas meilleure mais il est plus lumineux (les pixels supplémentaires sont des pixels blancs).
- L'une des améliorations majeures concerne la suppression de la vibration émise par l'obturateur lors des poses longues (défaut bien connu des D800/D800E) : sur les D800/D800E, on peut supprimer la vibration due au miroir en utilisant le mode « live view » mais, avant de prendre la photo, la première action de l'obturateur est de se refermer avant de s'ouvrir pendant le temps de pose demandé. Ces actions engendrent une vibration qu'on peut réduire en introduisant un délai (entre l'ouverture de l'obturateur et la prise de vue) dans le menu… mais pas supprimer. Le D810 corrige ce défaut avec ce que Nikon appelle « l'obturateur électronique », pour dire que l'obturateur ne se referme pas avant de prendre la photo mais uniquement quand la prise de vue est terminée[2].
- Le bruit de l'obturateur est plus assourdi que le D800, comme on peut l'entendre dans cette vidéo[3].
- Beaucoup d'améliorations concernent la vidéo, à commencer par la possibilité de faire des ralentis. Nikon USA promeut cela avec des rabais importants sur les kits d'animation et de réalisateur de film[4].

## Comparaisons avec d'autres boîtiers, et utilisation du D810
- Tableau comparatif fait par Nikon sur les D810/D800/D800e lisible en pdf[5]
- Vidéos promotionnelles montrant le produit et son utilisation (pour l'instant en anglais)[6].

## Défaut des taches de lumière
Certains des premiers modèles de D810 sont touchés par un défaut : des taches de lumières apparaissent en pose longue. Ce défaut de jeunesse n'est pas sans rappeler celui des taches de poussière du D600.

## Nikon D810A
Le Nikon D810A est dévoilé le 10 février 2015 lors du CP+. Il s'agit d'une version équipée d'un filtre infrarouge quatre fois plus sensible à cette longueur d’onde, ce qui le destine à l'astrophotographie, domaine dans lequel Canon est alors le seul constructeur présent avec l'EOS 60Da.

## Divers